# Konrad Porzner
Konrad Porzner (* 4. Februar 1935 in Larrieden im Landkreis Feuchtwangen; † 1. Dezember 2021 in Roth) war ein deutscher Politiker (SPD).
Er war Stadtrat in Ansbach, deutscher Handballmeister, von 1972 bis 1974 Parlamentarischer Staatssekretär beim Bundesminister der Finanzen, 1981 Senator für Finanzen des Landes Berlin, 1981 bis 1982 Staatssekretär im Bundesministerium für wirtschaftliche Zusammenarbeit und von 1990 bis 1996 Präsident des Bundesnachrichtendienstes.

## Ausbildung, Beruf und Privates
Nach dem Abitur 1954 an der Oberrealschule Ansbach absolvierte Porzner ein Lehramtsstudium der Wirtschaftswissenschaften und der Geographie an der Friedrich-Alexander-Universität Erlangen-Nürnberg, das er 1959 mit dem ersten und 1961 mit der zweiten Staatsexamen für das Höhere Lehramt beendete. 1955 wurde er Mitglied der musischen Studentenverbindung AMV Fridericiana Erlangen im SV. Nach dem Examen war er bis 1962 als Lehrer am Schwabacher Adam-Kraft-Gymnasium tätig.
Porzner gehörte der Feldhandballmannschaft des TSV 1860 Ansbach an, die zweimal die deutsche Meisterschaft gewann. Er hatte drei Brüder, die ebenfalls Handball spielten: Heinz Porzner, Helmut Porzner und Erwin Porzner.
Seit 1956 war er Mitglied der SPD. Konrad Porzner war verheiratet und hatte vier Kinder.

## Abgeordneter
Von 1960 bis 1963 gehörte Porzner dem Stadtrat seiner Heimatstadt Ansbach an. Am 21. Mai 1962 rückte Porzner für den verstorbenen Abgeordneten Richard Reitzner in den Deutschen Bundestag nach. Hier war er von 1969 bis 1972 stellvertretender Vorsitzender des Finanzausschusses und daneben von Juni bis Dezember 1972 stellvertretender Vorsitzender der SPD-Bundestagsfraktion. Vom 18. Dezember 1974 bis zu seiner Mandatsniederlegung am 28. Januar 1981 war Porzner dann Parlamentarischer Geschäftsführer der SPD-Bundestagsfraktion.
Nach der Bundestagswahl 1983 wurde Porzner erneut Mitglied des Deutschen Bundestages und war auch erneut von 1983 bis 1987 Parlamentarischer Geschäftsführer der SPD-Bundestagsfraktion. Anschließend war er von 1987 bis zu seiner Mandatsniederlegung am 2. Oktober 1990 Vorsitzender des Ausschusses für Wahlprüfung, Immunität und Geschäftsordnung. Porzner zog stets über die Landesliste Bayern in den Bundestag ein.

## Öffentliche Ämter
Am 15. Dezember 1972 wurde Porzner als Parlamentarischer Staatssekretär beim Bundesminister der Finanzen in die von Bundeskanzler Willy Brandt geführte Bundesregierung berufen. Am 20. Dezember 1974 schied er aus dem Amt, weil er zum Parlamentarischen Geschäftsführer der SPD-Bundestagsfraktion gewählt worden war.
Im Januar 1981 wurde Porzner zum Senator für Finanzen in dem von Hans-Jochen Vogel geleiteten Senat des Landes Berlin ernannt. Weil die SPD bei der vorgezogenen Abgeordnetenhauswahl 1981 keine Mehrheit mehr erzielen konnte, schied Porzner schon im Juli 1981 aus dem Senat wieder aus. Kurz darauf wurde Porzner am 15. Juli 1981 zum Staatssekretär im Bundesministerium für wirtschaftliche Zusammenarbeit ernannt. Nach dem Regierungswechsel im Herbst 1982 (Wende) wurde er am 12. Oktober 1982 in den einstweiligen Ruhestand versetzt.
Von Anfang Oktober 1990 bis zum 4. Juni 1996 war Porzner Präsident des Bundesnachrichtendienstes. Unter seiner Verantwortung wurde 1994 vom Bundesnachrichtendienst die Operation Hades durchgeführt, mit der bewiesen werden sollte, dass damals weltweit mit Plutonium Handel getrieben wurde. Die Aktion wurde bekannt und mündete 1995 in der „Plutonium-Affäre“ des Nachrichtendienstes.

## Staatliche Orden
- Bayerischer Verdienstorden, verliehen am 16. Juni 1971 von Ministerpräsident Alfons Goppel.[4]
- Großes Verdienstkreuz des Verdienstordens der Bundesrepublik Deutschland, verliehen 1978
- Großes Verdienstkreuz mit Stern des Verdienstordens der Bundesrepublik Deutschland, verliehen am 6. Mai 1986 von Bundespräsident Richard von Weizsäcker.